# Pangasius kunyit
Cá dứa, còn gọi là cá tra bần hay cá tra nghệ (danh pháp hai phần: Pangasius kunyit) là loài cá thuộc họ Cá tra (Pangasiidae) phân bố chủ yếu ở Indonesia, Malaysia và Việt Nam (sông Mê Kông). Đây là loài cá có giá trị kinh tế và là một trong những loại cá da trơn được nuôi chủ lực ở vùng Đồng bằng sông Cửu Long ở miền Nam Việt Nam. Thịt của loài cá này thơm mùi lá dứa nên nó có tên gọi thông dụng là cá dứa. Sản phẩm được đánh giá cao của chúng là khô cá dứa.

## Phân bố
Cá dứa là loài cá nhiệt đới, phân bố rộng ở châu Á và di trú ở sông Mê Kông ở vùng nước lợ để sinh sản, khi cá lớn thì di chuyển về vùng cửa sông để sinh sống. Đây là loài cá nhiệt đới và là loài cá rộng muối, có thể sống trong môi trường nước ngọt và nước lợ, phân bố chủ yếu ở Indonesia, Malaysia, Việt Nam và một số nước khác.

## Đặc điểm

### Mô tả
Cá có hình dạng đầu (với các chỉ tiêu về tỉ lệ % chiều rộng mõm/chiều dài đầu: 40–53,4%, chiều rộng đầu/chiều dài đầu: 70,7–76,6 %), gai vi lưng. cá có vết tích hình rẻ quạt trên 2 nắp mang của cá và mờ dần khi cá càng lớn. Khi cá trưởng thành có thể nặng tới 15- 20 ký/con. Cá dứa không có ngạnh, thịt béo ngọt, trắng hồng, ít mỡ, săn chắc, thơm ngọt và không tanh.

### Tập tính
Trong tự nhiên, chúng sống ở tầng nước khá sâu, trên sông Mekong. Cá dứa cũng như các loại cá khác trong họ Cá tra có tập tính di lưu sinh sản, khoảng tháng 5 đến tháng 10 cá con bắt đầu di chuyển dần ra vùng cửa sông giáp biển để sinh sống. Có tập tính di lưu sinh sản chia làm 02 nhóm:
- Nhóm tập trung ở Lào và di chuyển lên thượng lưu sông Mekông vào tháng 4-5 để sinh sản
- Nhóm di chuyển về hạ lưu đẻ trứng ở Campuchia vào khoảng tháng 5 - 8, đến tháng 9-10 cá con bắt đầu di chuyển dần ra vùng cửa sông giáp biển để sinh sống và tăng trưởng. Lúc đạt kích thước nhất định, cá quay trở lại vùng nước ngọt và di cư ngược dòng tìm nơi sinh sản.

Cá có thể thích nghi ở vùng nước mặn và lợ. Trong môi trường nuôi nhốt, cá thích nghi, tăng trưởng tốt trong điều kiện nước lợ, có độ mặn: 5 – 18 %o Ngoài thức ăn chính là động vật phù du, cá dứa còn ăn trái các loài cây vùng ngập mặn như: mắm, bần, ổi... nên còn có tên là "cá tra bần".

## Nuôi trồng
Cá dứa là loài cá có thịt rất ngon. Ở Việt Nam, đã sản xuất giống nhân tạo tại An Giang và nuôi thương phẩm thử nghiệm ở một số nơi như: Bà Rịa – Vũng Tàu, Trà Vinh, Đồng Tháp, Cần Giờ, Nhà Bè. Một số nơi có nghề đâm cá dứa như ở Cà Mau. Các món ngon từ cá dứa có thể kể đến như canh chua cá dứa, lẩu cá dứa, cả dứa kho tộ, khô cá dứa,...